# Sophie Splawinski
Sophie Splawinski (Montréal, 27 marzo 1985) è un'ex sciatrice alpina canadese, vincitrice della Nor-Am Cup nel 2002.

## Biografia
Originaria di Mont-Tremblant e attiva in gare FIS dal dicembre del 2000, in Nor-Am Cup la Splawinski esordì il 4 dicembre 2000 a Val Saint-Côme in slalom speciale (27ª), conquistò la prima vittoria, nonché primo podio, il 3 gennaio 2002 a Hunter Mountain in slalom gigante e in quella stessa stagione 2001-2002 si aggiudicò il trofeo continentale nordamericano. In Coppa del Mondo esordì il 26 ottobre 2002 a Sölden in slalom gigante, senza qualificarsi per la seconda manche, e ottenne il miglior piazzamento il 22 febbraio 2004 a Åre nella medesima specialità (12ª).
In Nor-Am Cup conquistò l'ultima vittoria il 4 gennaio 2005, a Mont-Sainte-Anne in slalom gigante, e l'ultimo podio il 10 marzo seguente, a Georgian Peaks nella medesima specialità (2ª); ai successivi Mondiali juniores di Bardonecchia 2005 vinse la medaglia di bronzo nella combinata. Prese per l'ultima volta il via in Coppa del Mondo il 3 febbraio 2006 a Ofterschwang in slalom gigante, senza qualificarsi per la seconda manche, e si ritirò dall'attività agonistica all'inizio della stagione 2006-2007; la sua ultima gara fu uno slalom gigante FIS disputato il 21 dicembre a Mont-Tremblant, chiuso dalla Splawinski al 10º posto. In carriera non prese parte a rassegne olimpiche o iridate.

## Palmarès

### Mondiali juniores
- 1 medaglia:
  - 1 bronzo (combinata a Bardonecchia 2005)

### Coppa del Mondo
- Miglior piazzamento in classifica generale: 84ª nel 2004

### Coppa Europa
- Miglior piazzamento in classifica generale: 17ª nel 2004
- 2 podi:
  - 1 vittoria
  - 1 secondo posto

#### Coppa Europa - vittorie
| Data          | Località | Paese   | Specialità |
| ------------- | -------- | ------- | ---------- |
| 1º marzo 2004 | Lachtal  | Austria | GS         |

Legenda:

GS = slalom gigante

### Nor-Am Cup
- Vincitrice della Nor-Am Cup nel 2002
- 13 podi:
  - 3 vittorie
  - 6 secondi posti
  - 4 terzi posti

#### Nor-Am Cup - vittorie
| Data            | Località         | Paese       | Specialità |
| --------------- | ---------------- | ----------- | ---------- |
| 3 gennaio 2002  | Hunter Mountain  | Stati Uniti | GS         |
| 2 febbraio 2002 | Aspen            | Stati Uniti | DH         |
| 4 gennaio 2005  | Mont-Sainte-Anne | Canada      | GS         |

Legenda:

DH = discesa libera

GS = slalom gigante

### South American Cup
- Miglior piazzamento in classifica generale: 15ª nel 2002
- 1 podio:
  - 1 secondo posto

### Campionati canadesi
- 3 medaglie[1]:
  - 3 bronzi (slalom speciale nel 2003; supergigante, slalom gigante nel 2004)